# Sarah Piampiano
Sarah Piampiano (* 24. Juli 1980 in Cumberland) ist eine ehemalige US-amerikanische Triathletin und mehrfache Ironman-Siegerin. Sie ist die Drittplatzierte in der Bestenliste US-amerikanischer Triathletinnen auf der Ironman-Distanz.

## Werdegang
Sarah Piampiano startete 2009 bei ihrem ersten Triathlon.

### Triathlon-Profi seit 2011
Im November 2011 startete Piampiano beim Ironman Mexico zum ersten Mal als Profi-Athletin.
Im April 2012 gewann sie den Ironman 70.3 New Orleans. Bei der Ironman-Weltmeisterschaft auf Hawaii belegte Piampiano als schnellste US-amerikanische Amateurin den 23. Rang.

### Siegerin Ironman 2015
In Klagenfurt landete sie im Juni 2015 auf dem dritten Rang und erzielte eine neue persönliche Bestzeit auf der Ironman-Distanz (9:03:10 h für 3,86 km Schwimmen, 180,2 km Radfahren und 42,195 km Laufen). Im Oktober 2015 wurde sie Siebte bei der Ironman-Weltmeisterschaft auf Hawaii und im Dezember holte sie sich in Busselton ihren ersten Ironman-Sieg.
Im April 2017 wurde sie Vierte bei der Erstaustragung des Ironman 70.3 Liuzhou und im Juni wurde sie Zweite beim Ironman Cairns. Im Dezember konnte sie in Argentinien die Erstaustragung des Ironman Mar del Plata gewinnen.

### Zweitschnellste US-Amerikanerin auf der Ironman-Distanz 2019
Im Mai 2019 gewann die damals 38-Jährige nach 8:40:49 Stunden in persönlicher Bestzeit den Ironman Brasil und stellte damit die zweitschnellste Zeit einer US-amerikanischen Athletin auf der Ironman-Distanz ein. Im Juli gewann sie mit dem Ironman 70.3 Ecuador ihr fünftes Ironman 70.3-Rennen. Seit 2019 tritt Sarah Piampiano nicht mehr international in Erscheinung.
Sarah Piampiano wurde trainiert von Matt Dixon. Seit März 2021 ist sie Mutter eines Sohnes und sie lebt in San Francisco.

## Sportliche Erfolge
| Datum/Jahr    | Rang | Wettbewerb                                           | Austragungsort     | Zeit     | Bemerkung                                                                      |
| ------------- | ---- | ---------------------------------------------------- | ------------------ | -------- | ------------------------------------------------------------------------------ |
| 29. Sep. 2019 | 2    | Ironman 70.3 Augusta                                 | Augusta            | 04:12:18 |                                                                                |
| 12. Juli 2019 | 1    | Ironman 70.3 Ecuador                                 | Manta              | 04:19:24 |                                                                                |
| 18. Nov. 2018 | 3    | Ironman 70.3 Xiamen                                  | Xiamen             | 04:17:52 |                                                                                |
| 22. Apr. 2018 | 1    | Ironman 70.3 Peru                                    | Lima               | 04:15:08 |                                                                                |
| 13. Mai 2017  | 2    | Ironman 70.3 Santa Rosa                              | Sonoma County      | 04:18:12 |                                                                                |
| 23. Apr. 2017 | 2    | \|Ironman 70.3 Peru                                  | Lima               | 04:15:38 |                                                                                |
| 1. Apr. 2017  | 4    | Ironman 70.3 Liuzhou                                 | Liuzhou            | 04:15:49 |                                                                                |
| 13. Nov. 2016 | 2    | Ironman 70.3 Xiamen                                  | Xiamen             | 04:32:33 |                                                                                |
| 17. Apr. 2016 | 1    | Ironman 70.3 New Orleans                             | New Orleans        | 04:19:57 |                                                                                |
| 19. Apr. 2015 | 1    | Ironman 70.3 New Orleans                             | New Orleans        | 04:15:17 |                                                                                |
| 15. März 2015 | 2    | Ironman 70.3 Monterrey                               | Monterrey          |          |                                                                                |
| 25. Jan. 2015 | 6    | Ironman 70.3 South Africa                            | East London        | 05:08:55 |                                                                                |
| 5. Mai 2014   | 4    | USA Middle Distance Triathlon National Championships | Vereinigte Staaten | 04:26:08 |                                                                                |
| 13. Apr. 2014 | 2    | Ironman 70.3 New Orleans                             | New Orleans        |          |                                                                                |
| 6. Apr. 2014  | 3    | Ironman 70.3 Texas                                   | Galveston Island   |          |                                                                                |
| 12. Jan. 2014 | 2    | Ironman 70.3 Pucón                                   | Pucón              |          | [ 5 ]                                                                          |
| Jan. 2013     | 2    | Ironman 70.3 Pucón                                   | Pucón              | 04:53:36 |                                                                                |
| 22. Apr. 2012 | 1    | Ironman 70.3 New Orleans                             | New Orleans        | 03:43:58 | witterungsbedingt musste das Rennen ohne die Schwimmdistanz ausgetragen werden |

| Datum/Jahr    | Rang | Wettbewerb                | Austragungsort | Zeit     | Bemerkung |
| ------------- | ---- | ------------------------- | -------------- | -------- | --- |
| 1. Dez. 2019  | 2    | Ironman Western Australia | Busselton      |          | [ 7 ] |
| 28. Juli 2019 | 2    | Ironman Hamburg           | Hamburg        | 09:00:42 | |
| 26. Mai 2019  | 1    | Ironman Brasil            | Florianópolis  | 08:40:49 | persönliche Bestzeit und zweitschnellste Zeit einer US-amerikanischen Athletin; 2:53:18 h für den Marathon – und damit schneller als der schnellste Mann (2:53:40 h für Andy Potts) |
| 2. Dez. 2018  | 4    | Ironman Mar del Plata     | Mar del Plata  | 08:32:18 | Schwimmen auf 1,9 km verkürzt |
| 22. Juli 2018 | 3    | Ironman USA               | Lake Placid    | 09:43:24 | |
| 3. Dez. 2017  | 1    | Ironman Mar del Plata     | Mar del Plata  | 09:11:03 | Siegerin bei der Erstaustragung |
| 19. Nov. 2017 | 5    | Ironman Arizona           | Tempe          | 09:09:10 | |
| 11. Juni 2017 | 2    | Ironman Cairns            | Cairns         | 09:08:19 | |
| 8. Okt. 2016  | 7    | Ironman Hawaii            | Hawaii         | 09:22:31 | |
| 30. Juli 2016 | 1    | Ironman Vineman           | Windsor        | 09:19:05 | Siegerin bei der Erstaustragung |
| 6. Dez. 2015  | 1    | Ironman Western Australia | Busselton      | 09:03:47 | erster Ironman-Sieg; mit 3:01:18 h für den Marathon |
| 10. Okt. 2015 | 7    | Ironman Hawaii            | Hawaii         | 09:24:32 | Ironman-Weltmeisterschaft |
| 28. Juni 2015 | 3    | Ironman Austria           | Klagenfurt     | 09:03:10 | Marathon in 3:00:13 Stunden; persönliche Bestzeit auf der Ironman-Distanz |
| 7. Dez. 2014  | 8    | Ironman Western Australia | Busselton      | 09:12:38 | |
| 24. März 2013 | 9    | Ironman Melbourne         | Melbourne      | 08:44:52 | Das Schwimmen wurde auf verkürzter Strecke durchgeführt. |
| 30. Juni 2013 | 4    | Ironman Austria           | Klagenfurt     | 09:07:30 | mit der schnellsten Laufzeit auf der Marathondistanz |
| 13. Okt. 2012 | 23   | Ironman Hawaii            | Hawaii         | 10:04:51 | |
| 27. Nov. 2011 | 7    | Ironman Mexico            | Cozumel        | 09:57:58 | erster Start als Profi |
| 8. Okt. 2011  | 23   | Ironman Hawaii            | Hawaii         | 09:51:17 | fünfter Rang bei den Amateuren |
| 26. Juni 2011 | 4    | Ironman Coeur d’Alene     | Idaho          | 10:03:37 | |

(DNF – Did Not Finish)